# H·凱·赫奇
小哈里·凱·赫奇（英語：Harry Kay Hedge, Jr.；1928年4月2日—2016年10月28日），是美國的共和黨政治人物，前艾奥瓦州参议院議員。

## 生平
赫奇在艾奧瓦州羅斯希爾出生，於艾奥瓦大学畢業，後來成為農民，韓戰其間曾在美国陆军服役。退役後他曾擔任弗里蒙特學校董事會和馬哈斯卡縣學校董事會委員。
1987年起，他以共和黨黨籍當選為艾奥瓦州眾議院代表議員，直到2001年不再參選。2016年10月28日赫奇在奥塔姆瓦逝世。